# Erotiskt smisk
| Erotiskt smisk |
| --- |
| Fresk i "Piskningarnas grav", en etruskisk grav från 400-talet f.Kr. - Betydelse – intensiv sexuell aktivitet inom BDSM - Bakgrund – åtminstone 400-talet f.Kr. - Del av – impact play, med olika former av slag |

Erotiskt smisk (engelska: spanking) är en typ av intensiv sexuell aktivitet och en del av BDSM-kulturen. Vid smiskandet blir en undergiven slagen på sina skinkor eller närliggande kroppsdelar av den öppna handen hos en dominant, alternativt med en paddel eller annat styvt verktyg som käpp eller ridspö.
Smiskandet, som kan efterlikna kroppsaga, utförs som en del av ett rollspel där dominansen förstärks genom smiskandet och smärta kan förhöja närvaroupplevelsen. Praktiken behöver kommuniceras innan, så att leken (rollspelet), dess syfte och mål är tydliga för deltagarna.

## Funktion
Ett erotiskt smiskande är den kanske vanligaste formen av impact play, en grupp av aktiviteter där rollspelet inkluderar slag och annan intensiv kroppskontakt. Det kan även jämföras med gisslandet, en praktik med piskande i religiöst syfte som praktiserats av flagellanter och andra åtminstone sedan medeltiden.
Erotiskt smisk – eller annan impact play – utdelas ofta mot köttiga kroppsdelar eller partier med mycket underhudsfett. Detta innefattar skinkor, lår eller höfter, ibland även kontrollerat över genitalier eller bröst. Där lindras slagens effekt och man har mindre risk för att skada mottagaren.

## Historik
Slag och piskande i erotiskt syfte porträtteras bland annat i en etruskisk grav från 400-talet f.Kr., nära Tarquinia. På grund av sina väggmålningar brukar den benämnas "Piskningarnas grav" (italienska: Tomba della Fustigazione).
I början av 1800-talet fanns i många större europeiska städer bordeller som fokuserade på kunder som ville bli piskade. I en av dessa i London verkade en professionell dominatrix som är känd som Theresa Berkeley.
Efter andra världskriget lättade censuren kring publikationer för BDSM-kulturen. Detta bidrog till en vidare spridning och kännedom om praktiker runt erotiskt smisk.

## Teknik

### Verktyg
Smiskandet kan utövas med en öppen hand, alternativ med någon sorts verktyg. I det senare fallet kan det innefatta:
- Ris,[3] vilken kan användas inom disciplineringen av den undergivna deltagaren i leken (jämför påskris)
- Bälte eller paddel, vilka kan ge mer distinkt kroppskänsla
- Rebenque, en kort sydamerikanskt piska, ursprungligen utvecklad för att hantera boskap
- Ridspö, ridpiska eller annan typ av piska[3]
- Niosvansad katt[3] eller liknande förgrenad piska

### Positioner och teknik

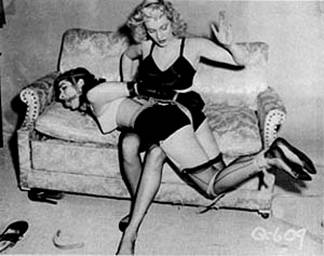
Bettie Page smiskad i foto för Bizarre. Foto av John Willie.

En vanlig position för utdelande av erotiskt smisk är över knäet. Då ligger den undergivna över den dominantas knän med ansiktet nedåt. Detta inkluderar konstant kroppskontakt, samtidigt som den dominanta är en tydligt underlägsen position med lämpliga "slagytor" på dennas kropp lätt åtkomliga för den dominanta parten.
En annan position är att genomföra smiskandet i samband med bakifrånsex (hundställningen). Där kan den smiskade stå på knäna, med skinkorna lättare åtkomliga.
Oavsett position handlar erotiskt smisk om ett sexuellt utbyte mellan samtyckande individer. Den mest erotiska aspekten kan vara den övning i tillit och förtroende som sker mellan givare och mottagare. Det handlar om att utdela/ta emot små doser av smärta utan att förlora respekten för den andra deltagaren i leken.
Tilliten kan förstärkas genom att omväxlande smeka bakdelen mjukt, därefter utdela ett slag och fortsatta med detta omväxlande. Den mjuka smekningen bör alltid inleda och avsluta smiskandet, och ju mer smärta som tillfogas desto mer eftervård behövs.

## Andra typer avimpact play
Erotiskt smisk handlar i första hand om handlingar mot någons ändalykt. Även andra delar av kroppen kan användas för att motta smisk eller andra typer av slag. Örfilar utdelas mot någons kinder, och vissa experimenterar även med kontrollerade knytnävsslag. Alla dessa är olika varianter av impact play, det vill säga erotiska och lustförhöjande slag mot någons kropp.